# Luocheng
Luocheng (em chinês tradicional: 罗城仫佬族自治縣; chinês simplificado: 罗城仫佬族自治县; pinyin: Luóchéng mùlǎozú  yáozú zìzhìxiàn; Zhuang: Lozcwngz Bouxmohlaujcuz Swci Yen) é uma  condado autônomo yao de Hechi, localidade situada ao noroeste da Região Autónoma Zhuang de Quancim, na República Popular da China. Ocupa uma área total de 2.658 Km². As etnias presentes na cidade são Zhuang, Yao, Miao, Han,Shui, Maonan e Mulao. Segundo dados de 2010, Luocheng possuí  369 200 habitantes, 39.36% das pessoas que pertencem ao grupo étnico Zhuang e 31.2% das pessoas que pertencem ao grupo étnico Mulao.